# Proteínas Cavin

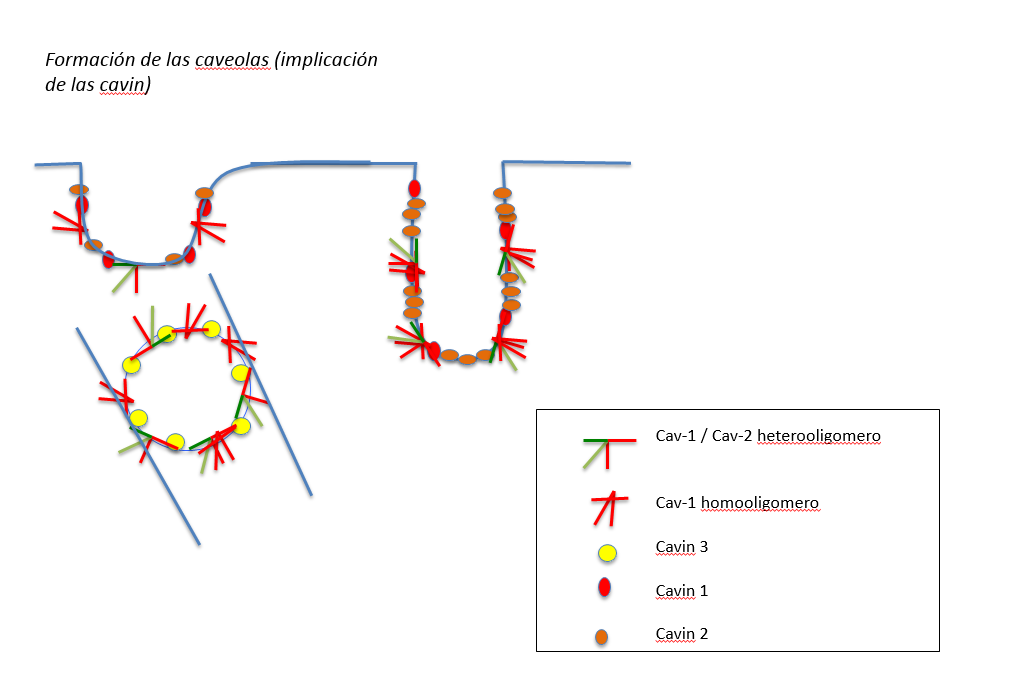
Proteínas Cavin

Las proteínas cavin son un tipo de proteínas citosólicas de pequeño tamaño en comparación a la media de las proteínas (están constituidas por aproximadamente 100 aminoácidos). Numerosos estudios demuestran, mediante técnicas de fluorescencia y microscopía electrónica, que las cavins se distribuyen siguiendo la trayectoria de las  caveolinas (componentes esenciales de las  caveolas) hacia la membrana, lo cual permite demostrar su implicación en los procesos de formación de la caveola, así como en los procesos que esta misma lleva a cabo. La familia de las proteínas cavina está compuesta por cuatro proteínas. Cavin-1 o PTRF, Cavin-2 o SDPR, Cavin-3 o SRBC Y Cavin-4 o MURC. 
El conocimiento de las proteínas cavina se lo debemos a Vinten J1, Johnsen AH, Roepstorff P, Harpøth J, Tranum-Jensen J, que fueron capaces mediante técnicas de microscopía electrónica y fraccionamiento celular, de demostrar la importancia de las protéinas cavina, anteriormente conocidas por realizar otras funciones, en la formación y actividad de las caveolas.

## Cavin-1/PTRF
Originalmente fue identificada como una  polimerasa I de transcripción, factor nuclear que regula la transcripción, también denominado PTRF (Polymerase I and Transcript Relase Factor). Sin embargo, en recientes estudios fue encontrada en los adipocitos a través de procedimientos inmunológicos y morfológicos. Se demostró así que tenía un papel fundamental en la formación de la caveola; pasando a considerarse un marcador de la misma. 
La cavin-1 se localiza muy próxima a la caveolina en la membrana plasmática según los experimentos FRET, pero la interacción directa entre estas dos se considera un tema de controversia.
Algunos resultados experimentales intentan demostrar que la cavin-1 contribuye a la biogénesis de la caveola en sus últimas etapas, por lo que la cantidad de cavin – 1 está necesariamente relacionada con el número de caveolas. 
Todas estas conclusiones extraídas de numerosos experimentos llevan a la afirmación de que la Cavin-1 es una proteína soluble que realiza funciones estructurales y de estabilización de la caveola.
La ausencia de cavin 1 provoca una pérdida morfológica en la caveola y disminuye la expresión proteica de las tres  isoformas de la caveolina, a pesar de esto no se observa ninguna alteración en el nivel de MRNA en las caveolinas. La delección de cavin -1 que ocurre en fenotipos incluye cambios metabólicos como la disfunción del adipocito así como la ausencia total de la caveola. La disfunción de esta proteína se ha visto relacionada con fenotipos que tengan resistencia a la insulina.

## Cavin–2/SDPR
A partir del descubrimiento de la función de la cavin – 1 en las  caveolas, se cuestionó cual era el papel de todas las  proteínas de la familia cavin, descubriendo así que la cavin – 2 presenta un 20% de semejanzas con la cavin – 1. Una de sus funciones principales es cooperar con la cavin -1 y la caveolina en la formación de la caveola, ya que induce el reclutamiento de la cavin-1 hacia la  membrana. De hecho, a partir de experimentos de precipitación inmune se demostró que la cavin – 1 y la cavin -2 se unen sin necesidad de caveolina. A pesar de que la cantidad de cavin -2 no interviene en el número de caveolas, esta induce cambios morfológicos en ella, elongándola y facilitando el proceso de endocitosis. 

## Cavin-3/SRBC
La cavin-3 fue originalmente identificada en un intento de identificar la proteína PKCdelta-binding protein. El gen de cavin-3 en humanos, se encuentra situado en una región de supresión tumoral, y se encuentra inactiva en los  cánceres de mama y pulmón. Debido a su similitud con cavin-1 se consideraba que jugaba un papel importante en la estructuración de las caveolas, sin embargo posteriores estudios fueron capaces de demostrar que en el “budding” que se da en las caveolas para formar  vesículas, encontramos cavin-1 pero no cavin-3. Todos estos resultados sugieren que una de las principales funciones de la cavin-3 es la asociación de la caveola en la maquinaría de tráfico intracelular.
La ausencia de la cavin-3 en los procesos de formación de la caveola se pudo determinar gracias al siguiente experimento:
Para determinar la importancia de la cavin-3, se realizó el estudio mediante experimentación con ratones, dentro de los cuales encontramos el grupo control, o wildtipe (WT) y el grupo tratado knock-out cavin-3.  Se observó que los ratones sin cavin-3 (knock-out) , no sufrían ningún cambio en la morfología de las caveolas en comparación con el grupo WT, pero si que se pudo verficar una disminución en la abundancia de las mismas. Por lo tanto se deduce que las cavin-3 no tienen una función importante en la formación de la caveola. 
Otra observación a partir de la cavin-3 es que, se encuentra en altas expresiones en tejidos tales como el  adiposo y bajas expresiones en otros tejidos. Esta diferencia en su expresión sugiere que el complejo cavin puede variar en función del tejido y que la sobreexpresión de un miembro individual del complejo cavin altera la biogénesis, morfología o dinámica de la caveola.
Finalmente, se concluyó que la ausencia de cavin-3, no tiene un impacto sobre la expresión de las otras  proteínas cavin. Tampoco se observa ninguna afectación en la formación de la caveola, así como tampoco en la unión de las proteínas caveolares en los complejos de alto nivel molecular. 
Se observa que tampoco existen diferencias en el peso ni en la tolerancia a la glucosa entre el grupo control y los cavin-3 knock-out.
Se encuentra menos cantidad de cavin-3 que de las otras cavin, sobre todo, se ha observado una disminución drástica en las células Hela. 
El hecho de no haber encontrado ningún efecto importante en su ausencia, no se puede determinar aún, con claridad cual es su función específica.

## Cavin-4/MURC (muscle – specific component)
A través de investigaciones  homólogas a las anteriores, pudo ser hallado un cuarto miembro de la familia de las cavins que fue denominado cavin-4. Esta proteína fue descrita anteriormente como citosólica pura y con capacidad para interactuar con la cavin- 2. 
Posteriormente se demostró que la cavin-4 estaba asociada a disfunciones cardíacas mediante la modificación del camino de la Rho – ROCK y que jugaba un papel importante en la biogénesis muscular. Este hecho verifica la presencia de cavin-4 en tejido muscular y cardiaco. Además, la cavin -4 está asociada a las caveolas del sarcolema de las células musculares. La expresión  mutada de la misma, está directamente relacionada con determinadas enfermedades musculares humanas; concretamente con las que tienen lugar debido a la disfunción de la caveolina -3. Esto califica la cavin–4 como una proteína que interviene en las caveolinopatías relacionadas con el tejido muscular. 
La cavin-4 también ha sido hallada en menor nivel en otro tipo de células; los  fibroblastos embrionarios.

## Cavins asociadas a procesos tumorales
Tanto cavins como caveolinas está implicadas en el desarrollo de diferentes tipos de cánceres. Se ha observado una implicación tanto en la supresión tumoral como en la oncogénesis. Una elevada expresión de caveolina y cavins inhiben, en un primer momento, las vías de desarrollo del cáncer, pues intervienen en las señales de factor de crecimiento. Sin embargo, ciertas células cancerosas que expresan altos niveles de cavins y caveolinas tienden a pontenciar la agresividad y el poder metástasico.  Como presentan esta doble función, tanto de inhibición como de potenciación tumoral, podemos decir que tienen un doble papel.

### Cavin-1/Caveolin-1 asociadas a cáncer pancreático
Estudios recientes demuestran que cavin-1 presenta un papel modulador de la función oncogénica de la caveolina-1 y coopera con la misma, potenciando la agresividad del cáncer de páncreas. Además, predice el potencial metastásico de esta neoplasia.
La disminución de cavin-1 inhibe la invasión y metástasis de las células pancreáticas cancerosas, por lo tanto la combinación de cavin-1 con caveolina-1 predice un peor pronóstico para los pacientes con cáncer de páncreas.
Por lo tanto, la interrupción de la interacción entre cavin-1 y caveolina-1, es considerada como una estrategia terapéutica prometedora contra el cáncer pancreático.

### Cavin-3 asociada a procesos tumorales
La cavin-3 está asociada a una amplia variedad de tumores humanos. Numerosas pruebas sugieren que la cavin-3 tiene una función como supresor tumoral, y aunque la base molecular del mismo se desconoce, se sabe que se trata de un supresor muy potente y esencial en procesos de regulación de la proliferación celular, la diferenciación y la apoptosis. 
Se demostró que la cavin-3 aumentaba la estabilidad de la proteína p53. El efecto inmediato de esto, es la atenuación de la respuesta de la p53 al estrés y el aumento en la contribución a la progresión de tumores malignos.
Como ejemplo concreto, encontramos que el carácter de la cavin-3 como supresor tumoral proapoptótico se encuentra alterado en el cáncer colorrectal, y esto da lugar a una inflamación crónica en la zona afectada. La cavin-3 también actúa como supresor tumoral en el cáncer gástrico.